# Chris Barnes
Chris Barnes, född 29 december 1967 i Buffalo, är en amerikansk sångare, som gjort sig känd för att vara en av grundarna av death metal-bandet Cannibal Corpse samt för sitt arbete med Six Feet Under.

## Karriär
Barnes var 1986 engagerad i Tirant Sin tillsammans med trummisen Paul Mazurkiewicz, gitarristen Bob Rusay, Joe Morelli och Rich Ziegler. Han var samtidigt medlem i Leviathan, ett band som bara hann spela in demon Legions of the Undead 1987 innan det splittrades.

### 1988–1995: Cannibal Corpse
Barnes skrev all text till skivorna Eaten Back to Life, Butchered at Birth, Tomb of the Mutilated och The Bleeding. År 1995 lämnade han dock bandet på grund av "musikaliska meningsskiljaktigheter". Under inspelningen av Vile bad bandets andra medlemmar Barnes att ändra sin growlstil, men han vägrade. Detta ledde till att han mitt under sin turné med Six Feet Under ringdes upp och ombads lämna Cannibal Corpse för gott. Barnes hängav sig därefter helt åt sidoprojektet som han arbetat med sedan 1993.

### 1995–: Six Feet Under
Med två framgångsrika band bakom sig (Cannibal Corpse och Six Feet Under) gick Chris Barnes med i finländska death metal-bandet Torture Killer hösten 2005 med vilket han släppte skivan Swarm! i februari 2006.

## Aktivism
Sedan han 1995 lämnat Cannibal Corpse har Barnes skiftat fokus i sina texter till mer sociopolitiska frågor, varav den viktigaste tycks ha varit den om legaliseringen av marijuana. Skivan Warpath innehåller två låtar som handlar om drogen, den första "4:20", hyllar effekterna av den och den andra, "Caged and Disgraced", ifrågasätter arresterandet av folk för innehav av den. I omslaget ska det också stå en länk till hemsidan NORML (National Organization for Reforming Marijuana Laws) och där poängteras också hur låten "4:20" ska ha skrivits den 20 april, det vill säga den traditionella dagen för rökning av marijuana.
Maximum Violence innehåller låten "Victim of the Paranoid", som också behandlar marijuanalagarna. I den menar Barnes att brukare av drogen är offer för ett system som oroar sig för effekterna av en, enligt Barnes harmlös, drog samtidigt som det försummar mycket viktigare frågor. Chris Barnes har ofta setts ta emot marijuana från publiken och hyllar drogen ofta på scen och i intervjuer.

## Diskografi (urval)
Six Feet Under
- Haunted (1995)
- Alive and Dead (1996)
- Warpath (1997)
- Maximum Violence (1999)
- Graveyard Classics (2000)
- True Carnage (2001)
- Bringer of Blood (2003)
- Graveyard Classics 2 (2004)
- 13 (2005)
- Commandment (2007)
- Death Rituals (2008)
- Graveyard Classics III (2010)
- Undead (2012)
- Unborn  (2013)
- Crypt of the Devil (2015)
- Graveyard Classics IV: The Number of the Priest (2016)
- Torment (2017)
- Unburied (2018)
- Nightmares of the Decomposed (2020)

Cannibal Corpse
- Cannibal Corpse demo (1989)
- Eaten Back to Life (1990)
- Butchered at Birth (1991)
- Tomb of the Mutilated (1992)
- Hammer Smashed Face EP (1993)
- The Bleeding (1994)
- Created to Kill (Vile-demo) (1995)
- 15 Year Killing Spree box set (2003)
- Centuries of Torment: The First 20 Years video (2008)

Torture Killer
- Swarm! (2006)
- Phobia (2013) – sång på "Written in Blood"